# Arbeitsgemeinschaft für Neuropsychopharmakologie und Pharmakopsychiatrie
Die Arbeitsgemeinschaft für Neuropsychopharmakologie und Pharmakopsychiatrie (AGNP) ist eine deutschsprachige interdisziplinäre Fachgesellschaft für neuro-/psychopharmakologische Forschung und ihre Anwendung in der Therapie. Sie ist Mitglied der Arbeitsgemeinschaft der Wissenschaftlichen Medizinischen Fachgesellschaften (AWMF).

## Ziele und Aktivitäten
Vereinsziel ist laut Satzung Förderung der Forschung und in der Fortbildung auf dem Gebiet der Neuropsychopharmakologie und Pharmakopsychiatrie.
Die Ziele der Gesellschaft sollen erreicht werden durch 
- die Veranstaltung von wissenschaftlichen Tagungen und Fortbildungsveranstaltungen,
- die Pflege der Verbindung zu anderen deutschsprachigen wissenschaftlichen Gesellschaften und Arbeitsgemeinschaften (insbesondere denen der Psychiatrie, Neurologie, Pharmakologie, Physiologie, Physiologischen Chemie und Psychologie),
- die Pflege der Verbindung zu anderen Gesellschaften und Arbeitsgruppen für Neuropsychopharmakologie und Pharmakopsychiatrie in anderen Ländern
- die Förderung eines Austausches von wissenschaftlichen Informationen und der wissenschaftlichen Zusammenarbeit zwischen den Mitgliedern der Arbeitsgemeinschaft.[3]

## Arbeitsgruppen
Die Gesellschaftsmitglieder kooperieren in Arbeitsgruppen zu folgenden Themen:
- Therapeutisches Drug Monitoring
- Suchtmedizin
- Kinder- und jugendpsychiatrische Psychopharmakologie
- Polypharmazie
- Methodik klinisch-psychopharmakologischer Forschung
- Elektrokonvulsionstherapie

## Veranstaltungen
Die Gesellschaft führt Jahrestagungen durch und verweist auf ihrer Website auf aktuelle Veranstaltungen ihres Fachgebietes.

## Veröffentlichungen
Die Gesellschaft veröffentlicht Stellungnahmen zu Vorgehensweisen, Maßnahmen und Standards in ihrem Fachgebiet.

## Medizinische Leitlinien
Die DGNR beteiligt sich am AWMF-Leitlinienprogramm. In diesem Rahmen werden medizinische Leitlinien in Beteiligung an Leitlinien anderer Fachgesellschaften entwickelt.

## Geschichte
Die AGNP wurde 1963 gegründet. Ihre Ursprünge gehen bis in die Mitte der 1950er Jahre zurück. 1957 beschloss eine Gruppe deutscher Wissenschaftler (D. Bente, F. Flügel, Hans Hippius, T. Itil und W. Wirth), eine deutschsprachige Gesellschaft für Neuropsychopharmakologie ins Leben zu rufen, die dann in Form der AGNP Gestalt annahm. Das erste informelle Symposium der AGNP wurde am 30. April und 1. Mai 1960 in Nürnberg abgehalten, drei Jahre vor der offiziellen Gründung der Gesellschaft.
Seit 2022 ist die Gesellschaft Mitglied der AWMF.